# تاكايوكي مي
تاكايوكي مي (باليابانية: 前 貴之) (16 سبتمبر 1993 في سابورو في اليابان – )؛ هو لاعب كرة قدم ياباني سابق كان يلعب كلاعب وسط.

## وصلات خارجية
- تاكايوكي مي على موقع رابطة كرة القدم اليابانية للمحترفين (اليابانية)
- تاكايوكي مي على موقع قاعدة بيانات كرة القدم.إي يو (الإنجليزية)
- تاكايوكي مي على موقع Soccerway.com (الإنجليزية)
- تاكايوكي مي على موقع عالم كرة القدم.نت (الإنجليزية)